# Moses Macdonald
Moses Macdonald (* 8. April 1815 in Limerick, York County, Massachusetts; † 18. Oktober 1869 in Saco, Maine) war ein US-amerikanischer Politiker. Zwischen 1851 und 1855 vertrat er den Bundesstaat Maine im US-Repräsentantenhaus.

## Werdegang
Der im heutigen Maine geborene Moses Macdonald genoss eine gute Grundschulausbildung. Nach einem anschließenden Jurastudium und seiner im Jahr 1837 erfolgten Zulassung als Rechtsanwalt begann er in Biddeford in seinem neuen Beruf zu praktizieren. Politisch war er Mitglied der Demokratischen Partei. In den Jahren 1841, 1842 und 1845 saß er als Abgeordneter im Repräsentantenhaus von Maine; 1845 war er als Nachfolger von David Dunn Präsident dieser Kammer. Im Jahr 1847 wurde er in den Staatssenat gewählt. Von 1847 bis 1850 war er als State Treasurer Finanzminister von Maine.
1850 wurde Macdonald im ersten Wahlbezirk von Maine in das US-Repräsentantenhaus in Washington, D.C. gewählt. Dort trat er am 4. März 1851 die Nachfolge von Elbridge Gerry an. Nach einer Wiederwahl im Jahr 1852 konnte er bis zum 3. März 1855 zwei Legislaturperioden im Kongress absolvieren. Zwischen 1851 und 1853 war er Vorsitzender des Ausschusses, der sich mit Ansprüchen an den Bund aus der Revolutionszeit befasste. Seine Zeit im Kongress war von den Diskussionen im Vorfeld des Bürgerkrieges bestimmt, wobei es damals vor allem um die Frage der Sklaverei ging.
Im Jahr 1857 wurde Moses Macdonald von US-Präsident James Buchanan zum Leiter der Zollbehörde im Hafen von Portland ernannt. Dieses Amt bekleidete er bis 1861. Danach zog er sich aus der Politik zurück. Moses Macdonald starb am 18. Oktober 1869 in Saco.